# Rissa (Gattung)
Rissa ist eine Vogelgattung innerhalb der Möwen (Larinae). Die Gattung umfasst nur zwei Arten, die Dreizehenmöwe (Rissa tridactyla) und die Klippenmöwe (Rissa brevirostris). Es sind kleine Möwen mit einem kurzen, kräftigen Schnabel, sehr kurzen Beinen und weitgehend reduzierter Hinterzehe. Während die Dreizehenmöwe holarktisch verbreitet ist, kommt die Klippenmöwe nur an den Küsten des nördlichen Pazifik vor. Beide Arten brüten in Kolonien an Klippen der Meeresküsten und sind außerhalb der Brutzeit ausschließlich auf dem offenen Meer zu finden.
Die Gattung Rissa wurde 1826 vom englischen Zoologen James Francis Stephens aufgestellt.